# Ведда (мова)
Мова ведда — основна мова веддів, корінного населення Шрі-Ланки (до приходу тамілів і сингалів). Є креольською мовою, що оформилася не пізніше XIII ст. н. е., при цьому більша частина лексики запозичена з архаїчної сингальської мови, однак є субстрат, незрозумілий з сингальської мови і, ймовірно, пов'язаний з колишньою мовою веддів. З іншого боку, у сингальській мові також є запозичені слова і граматичні структури, імовірно, зі зниклої веддської мови, оскільки зазначені запозичення не мають аналогів в інших індоарійських мовах. Таким чином, стародавня веддська мова є доарійським субстратом у сингальській.
Фонологічно мова ведда відрізняється від сингальської вищою частотою палатальних звуків C і J. Використовуються специфічні суфікси для назв неістот. З точки зору морфології, слова ведда поділяються на іменники, дієслова і незмінні слова; унікальною рисою є розрізнення роду для імен істот. Значного спрощення зазнала у мові ведда сингальська першооснова, включаючи займенники 2-ї особи і позначення негативних значень.